# Mackenzie Crook
Paul Mackenzie Crook, född 29 september 1971 i Maidstone, Kent, är en brittisk skådespelare.
Mackenzie är gift med Lindsey Crook sedan september 2001 och de har två barn.

## Filmografi
- 1996 – The Man Who Fell in Love with a Traffic Cone!
- 1998 – Still Crazy
- 2001–2003 – The Office (TV-serie)
- 2002 – Ant Muzak
- 2002 – The Gathering
- 2003 – The Principles of Lust
- 2003 – Pirates of the Caribbean: Svarta Pärlans förbannelse
- 2004 – Blake's Junction 7
- 2004 – Sex Lives of the Potato Men
- 2004 – The Life and Death of Peter Sellers
- 2004 – Köpmannen i Venedig
- 2004 – Finding Neverland
- 2004 – Churchill: The Hollywood Years
- 2005 – Spider-Plant Man
- 2005 – Bröderna Grimm
- 2006 – World of Wrestling
- 2006 – Land of the Blind
- 2006 – Pirates of the Caribbean: Död mans kista
- 2007 – I Want Candy
- 2007 – I Could Never Be Your Woman
- 2007 – Pirates of the Caribbean: Vid världens ände
- 2008 – Three and Out
- 2008 – Abraham's Point
- 2008 – Solomon Kane
- 2008 – City of Ember
- 2008 – Abraham's Point
- 2009 – Solomon Kane
- 2009 – The All Star Impressions Show (TV-film)
- 2010 – Sex & Drugs & Rock & Roll
- 2010 – Ironclad
- 2011 – Tintins äventyr: Enhörningens hemlighet
- 2013 – Game of Thrones (TV-serie)
- 2013 – Almost Human (TV-serie)
- 2014 – Muppets Most Wanted
- 2018 – Christoffer Robin & Nalle Puh